# Чукович, Митар
Митар Чукович (род. 6 апреля 1995, Херцег-Нови) — черногорский футболист, защитник.

## Клубная карьера
В июле 2015 года стал игроком черногорского клуба «Петровац». 8 августа 2015 года в матче против клуба «Зета» дебютировал в чемпионете Черногории.
В январе 2016 года перешёл в черногорский клуб «Ловчен».
В январе 2024 года подписал контракт с клубом «Кызыл-Жар».

## Достижения
«Пролетер» Нови-Сад
- Победитель Первой лиги Сербии: 2017/18

«Вележ»
- Финалист кубка Боснии и Герцеговины: 2022/23

## Клубная статистика
| Игровая карьера | Игровая карьера    | Игровая карьера | Лига | Лига | Кубок | Кубок | Межд. | Межд. | СК | СК |
| --------------- | ------------------ | --------------- | ---- | ---- | ----- | ----- | ----- | ----- | -- | -- |
| 2021/22         | Напредак           | А               | 15   | 1    | 2     | 0     | —     | —     | —  | —  |
| 2022            | Паневежис          | А               | 24   | 1    | 1     | 0     | 2     | 0     | —  | —  |
| 2022/23         | Вележ              | А               | 9    | 0    | 3     | 0     | —     | —     | —  | —  |
| 2023            | Ритеряй            | А               | 14   | 1    | 1     | 0     | —     | —     | —  | —  |
| 2024            | Кызыл-Жар          | А               | —    | —    | —     | —     | —     | —     | —  | —  |
| 2024            | Шахтёр (Караганда) | А               | 6    | 0    | 2     | 0     | —     | —     | —  | —  |